# Brembate
Brembate – miejscowość i gmina we Włoszech, w regionie Lombardia, w prowincji Bergamo.
Według danych na styczeń 2009 gminę zamieszkiwały 8102 osoby przy gęstości zaludnienia 1500 os./1 km².